# Le Perréon
Le Perréon – miejscowość i gmina we Francji, w regionie Owernia-Rodan-Alpy, w departamencie Rodan.
Według danych na rok 1990 gminę zamieszkiwało 901 osób, a gęstość zaludnienia wynosiła 62 os./km² (wśród 2880 gmin regionu Rodan-Alpy Le Perréon plasuje się na 838 miejscu pod względem liczby ludności, natomiast pod względem powierzchni na miejscu 804).